# Knut (niedźwiedź polarny)

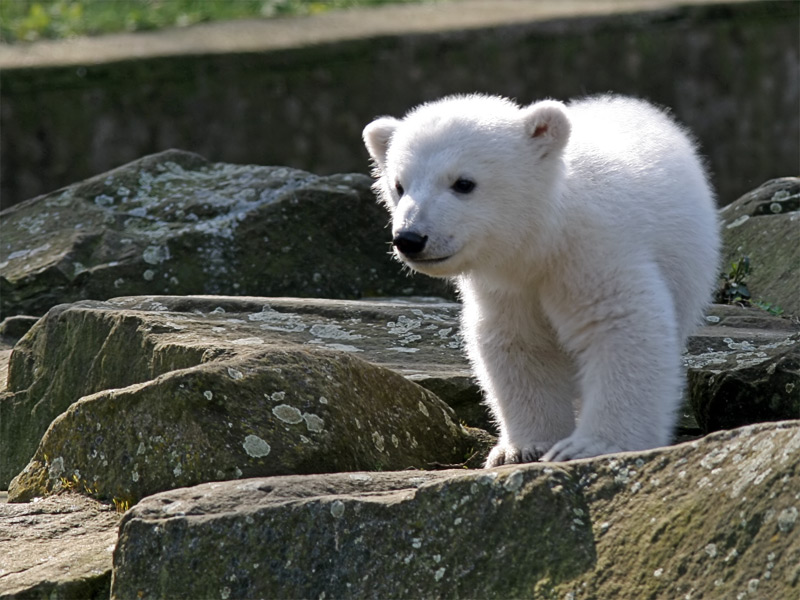
Knut 24 marca 2007 r.

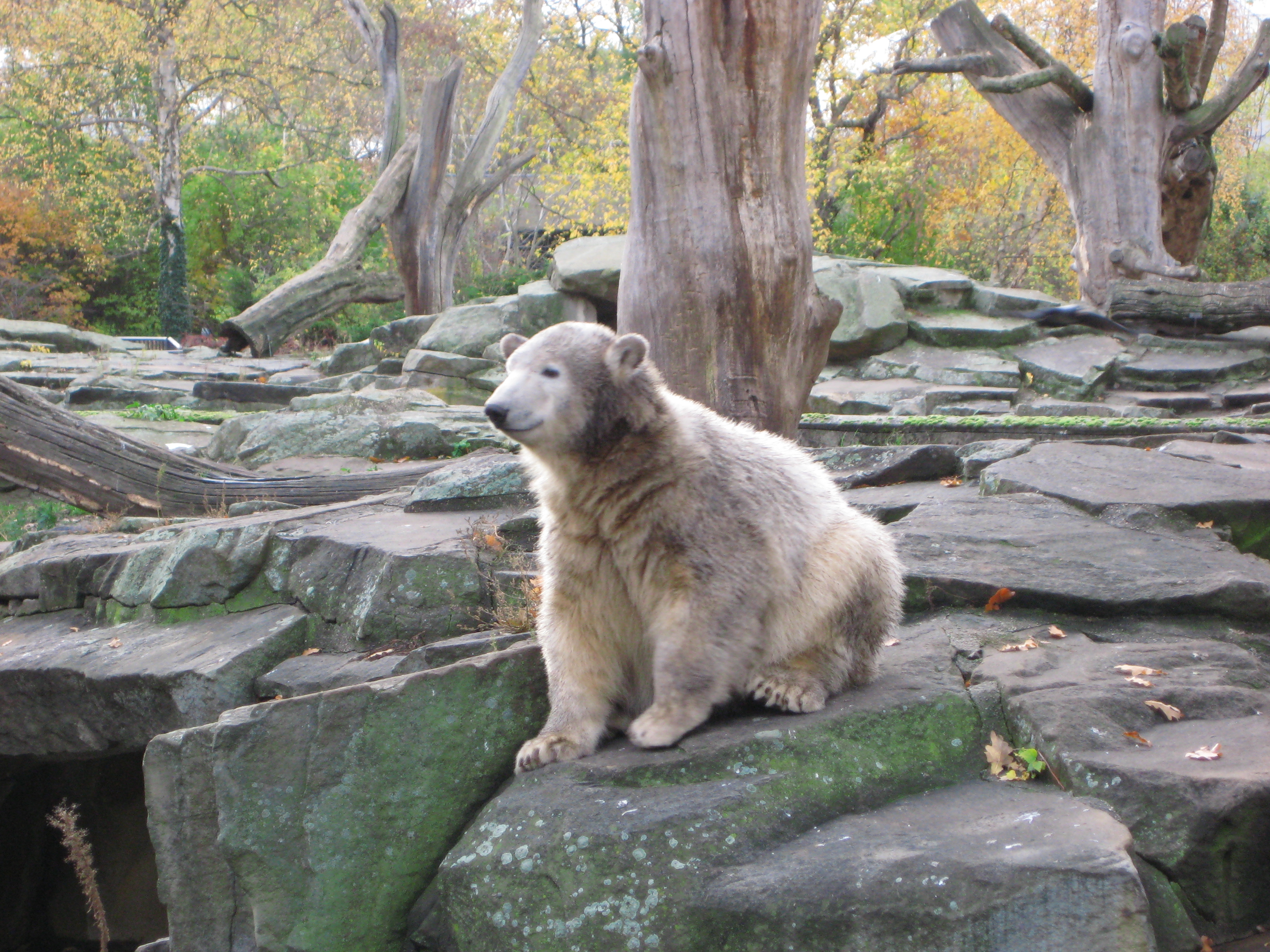
Knut 31 października 2007 r.

Knut (ur. 5 grudnia 2006, zm. 19 marca 2011) – niedźwiedź polarny urodzony i wychowany w niewoli w Berlińskim Ogrodzie Zoologicznym, który na początku 2007 stał się przedmiotem ożywionych międzynarodowych dyskusji medialnych.
Matką Knuta (i jego brata) jest 20-letnia niedźwiedzica Tosca, a ojcem niedźwiedź Lars. Knut był pierwszym niedźwiedziem polarnym urodzonym w berlińskim ZOO od ponad trzydziestu lat. Tosca po urodzeniu odrzuciła oba niedźwiadki. Po czterech dniach drugi niedźwiadek zmarł, a Knuta odseparowano od matki. Od tamtego czasu był wychowywany i karmiony z butelki przez Thomasa Doerfleina, jednego z pracowników ogrodu. Pierwsze 44 dni swojego życia niedźwiadek spędził w inkubatorze.
23 marca 2007 Knut po raz pierwszy zaprezentował się publiczności w berlińskim ogrodzie zoologicznym. Wśród gości znaleźli się między innymi niemiecki minister ochrony środowiska Sigmar Gabriel (który oficjalnie zaadoptował misia) oraz dyrektor ZOO Bernhard Blaszkiewitz. Knut stał się symbolem ochrony zwierząt i był maskotką konferencji na temat zagrożonych gatunków, która odbyła się w Bonn w 2008 roku.
Pierwotnie sądzono, że przyczyną śmierci Knuta było zapalenie ośrodkowego układu nerwowego wywołane przez infekcję wirusową, obecne ustalenia wskazują jednak, że przyczyną śmierci było autoimmunologiczne zapalenie mózgu z przeciwciałami przeciwko receptorowi NMDA.
Knut pozował też do zdjęć Annie Leibovitz, która zamierza wykorzystać je w kampanii na rzecz ochrony środowiska.

## Kontrowersje medialne
O niedźwiadku zrobiło się głośno, nie tylko w Niemczech, gdy niemiecki tabloid „Bild” opublikował wypowiedź Franka Albrechta, obrońcy praw zwierząt, który według „Bild” stwierdził, że wychowywanie niedźwiadka przez ludzi jest bardzo niewłaściwe. Niemieckie media zinterpretowały to jako apel o uśpienie Knuta i natychmiast podniosły się głosy oburzenia, a berlińskie ZOO natychmiast pospieszyło z zapewnieniami, że misiowi nic nie grozi.
W rzeczywistości Albrecht nie powiedział nic takiego, a jego słowa zostały przekręcone i wyjęte z kontekstu przez „Bild”. Albrecht porównał wychowywanie bez matki Knuta do podobnej sytuacji, zaistniałej w ZOO w Lipsku. Urodzony tam niedźwiadek został odrzucony przez matkę, w wyniku czego miał zostać uśpiony. Albrecht, który był przeciwny tej decyzji, zaskarżył ją w sądzie, ale przegrał sprawę i niedźwiadka uśmiercono. Kiedy podobna sytuacja z odrzuceniem niedźwiedziego noworodka zdarzyła się w Berlinie, Albrecht przypominając sprawę z Lipska zadał pytanie czy i ten niedźwiadek zostanie uśpiony.
W okresie największej popularności Knuta odwiedzało dziennie 30 tys. osób. W wyniku tej popularności akcje berlińskiego zoo podrożały trzykrotnie.
Tłumy zwiedzających miały rzekomo spowodować niespodziewaną śmierć mieszkającej w pobliżu niedźwiedzia pandy Yan Yan, która nie mogła znieść hałasu i błysków aparatów fotograficznych. Ta interpretacja była od początku odrzucana przez berlińskie ZOO. Sekcja zwłok pandy wykazała, że padła ona z powodu niewydolności serca.